# Умершие в марте 1995 года
Это список известных людей, соответствующих установленным критериям значимости (см. Википедия:Критерии значимости персоналий), умерших в марте 1995 года.
Причина смерти указывается лишь в исключительных случаях (убийство, самоубийство, гибель в результате военных действий, смертная казнь, ДТП или несчастные случаи). В остальных случаях — не указывается.
- 1 марта — Владимир Киселёв (72) — украинский советский писатель, журналист.
- 1 марта — Владислав Листьев (38) — российский журналист, телеведущий (программы «Взгляд», «Поле Чудес», «Тема»), первый генеральный директор ОРТ; убийство.
- 2 марта — Василий Воробьев (71) — Полный кавалер ордена Славы.
- 3 марта — Владислав Долонин (26) — Герой России.
- 4 марта — Олег Колычев (71) — Герой Советского Союза.
- 4 марта — Иван Тараненко (82) — Герой Советского Союза.
- 5 марта — Иван Романов (72) — Герой Советского Союза.
- 5 марта — Леонид Шеронов (78) — Герой Советского Союза.
- 6 марта — Елизавета Кабанова (71) — ткачиха Тейковского хлопчатобумажного комбината, Ивановская область, Герой Социалистического Труда.
- 6 марта — Яков Сорокер (74) — советско-израильский скрипач и музыковед.
- 7 марта — Казимеж Вилкомирский (94) — польский композитор, дирижёр, виолончелист.
- 8 марта — Иван Биричев (99) — советский военачальник, генерал-майор.
- 8 марта — Ростислав Братунь (68) — украинский поэт, общественный и государственный деятель.
- 8 марта — Наоми Файнбрун (94) — израильский ботаник.
- 9 марта — Эдвард Бернейс (103) — американский (австрийского происхождения) общественный деятель, один из крупнейших специалистов по PR.
- 11 марта — Рейн Аун (54) — советский легкоатлет, серебряный призёр Олимпийских игр в десятиборье.
- 11 марта — Уилфред Джекобс (75) — Генерал-губернатор Антигуа и Барбуды (1967—1993)
- 11 марта — Дмитрий Иванов (68) — полный кавалер орден Славы.
- 12 марта — Мария Ковригина (84) — советский политический деятель, министр здравоохранения СССР (1954—1959).
- 14 марта — Павел Буйневич (82) — старшина Советской Армии, участник Польского похода РККА, советско-финской и Великой Отечественной войн, Герой Советского Союза.
- 14 марта — Николай Макаренко (74) — Герой Советского Союза.
- 14 марта — Дмитрий Татаренко (73) — Герой Советского Союза.
- 14 марта — Александр Юхт (77) — советский историк, историограф, архивист, доктор исторических наук.
- 15 марта — Григорий Гридасов (72) — Герой Советского Союза.
- 15 марта — Иван Шитиков (71) — Герой Советского Союза.
- 16 марта — Израил Куперштейн (79) — Герой Советского Союза.
- 16 марта — Сурен Микаелян (83) — армянский советский политический, общественный и государственный деятель.
- 17 марта — Амираслан Алиев (24) — азербайджанский офицер, национальный герой Азербайджана.
- 17 марта — Ровшан Джавадов (43) — азербайджанский военачальник, полковник, командир Отряда полиции особого назначения (1992—1994), заместитель министра внутренних дел Азербайджанской Республики (1994—1995).
- 17 марта — Башир Керимов (19) — азербайджанский военный, Национальный герой Азербайджана.
- 17 марта — Роберт Монро (79) — американский писатель, одним из первых открывший миру «внетелесный опыт».
- 17 марта — Эльдар Халил оглы Халилов (18) — Национальный герой Азербайджана.
- 18 марта — Иван Ганенко (92) — советский партийный и государственный деятель.
- 19 марта — Тимофей Лядский (82) — подполковник Советской Армии, участник Великой Отечественной войны, Герой Советского Союза.
- 21 марта — Борис Еремеев (91) — советский военный деятель, генерал-майор. Герой Советского Союза.
- 21 марта — Василий Коробкин (77) — Герой Советского Союза.
- 21 марта — Конни Крески (48) — американская фотомодель и киноактриса; рак лёгкого.
- 21 марта — Владимир Пермяков (71) — Герой Советского Союза.
- 22 марта — Никандр Васильев — Герой Советского Союза.
- 22 марта — Николай Васильев (76) — Герой Советского Союза.
- 22 марта — Гавриил Калинин (72) — Герой Советского Союза.
- 23 марта — Алан Бартон (41) — второй (после Криса Нормана) солист группы Smokie; автокатастрофа.
- 23 марта — Николай Баскаков (90) — тюрколог, фольклорист, этнограф, доктор филологических наук.
- 23 марта — Владимир Ивашов (55) — советский, российский актёр.
- 23 марта — Александр Семиков (78) — Герой Советского Союза.
- 25 марта — Яков Чайка (76) — народный художник Украинской ССР, заслуженный деятель искусств УССР.
- 26 марта — Анатолий Лещёв — Герой Советского Союза.
- 26 марта — Владимир Максимов (64) — русский писатель, публицист, редактор.
- 26 марта — Шерстюк, Иван Никитович (69) — советский и украинский учёный-экономист.
- 26 марта — Eazy-E (31) — американский рэпер, внесший значительный вклад в рэп-музыку.
- 27 марта — Маркел Шаров (83) — Герой Советского Союза.
- 28 марта — Игорь Петриков (28) — начальник штаба мотострелкового батальона Уральского военного округа, майор.
- 29 марта — Николай Бойко (83) — капитан Советской Армии, участник Великой Отечественной войны, Герой Советского Союза.
- 29 марта — Энтони Гамильтон (42) — австралийский актёр, модель и танцор.
- 29 марта — Леван Челидзе (60) — грузинский киносценарист.
- 30 марта — Ирина Гурвич (83) — советский режиссёр-мультипликатор.
- 30 марта — Евгений Рындин (23) — Герой Российской Федерации.
- 31 марта — Фёдор Брысев (80) — полковник Советской Армии, участник Великой Отечественной войны, Герой Советского Союза.
- 31 марта — Михаил Дружинин (74) — Герой Советского Союза.
- 31 марта — Григорий Кияшко (76) — полковник Советской Армии, участник Великой Отечественной войны, Герой Советского Союза.
- 31 марта — Сергей Лупиков (71) — Полный кавалер Ордена Славы.